# Michelle Perrot

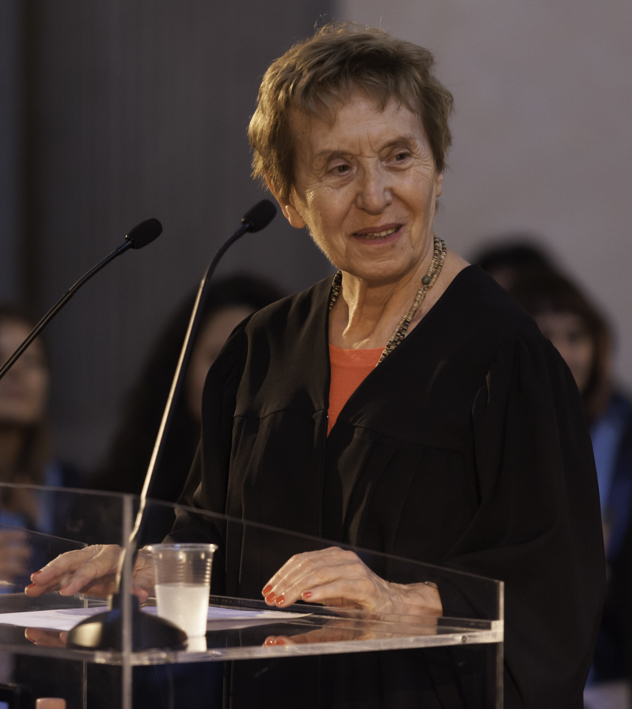
Michelle Perrot, 2016

Michelle Perrot (geb. Roux; * 18. Mai 1928 in Paris) ist eine französische Historikerin und Feministin. Sie ist  emeritiertere Professorin an der Universität Paris VII (Denis Diderot) und befasst sich vor allem mit dem 19. Jahrhundert, mit Rechtsgeschichte und Frauen- bzw. Gendergeschichte.

## Leben und Wirken
Nach dem Besuch einer privaten (katholischen) Mädchenschule in Paris studierte sie ab 1946 an der Universität Paris (Sorbonne) Geschichte. Sie bestand in diesem Fach 1951 die Agrégation (Staatsprüfung für das höhere Lehramt) und wurde Gymnasiallehrerin für Geschichte, zunächst am Lycée für Mädchen in Caen. Michelle Roux heiratete 1953 ihren Historikerkollegen Jean-Claude Perrot. Ursprünglich vom linken Katholizismus kommend, trat sie im Jahr darauf der Parti communiste français (PCF) und der den Kommunisten nahestehenden Frauenorganisation Union des femmes françaises bei. Nach der Niederschlagung des Ungarischen Volksaufstands 1956 durch sowjetische Truppen, welche die Moskau-treue Führung der PCF rechtfertigte, verließen Perrot und ihr Mann die Partei und engagierten sich danach in alternativen linken Organisationen wie der 1960 gegründeten Parti socialiste unifié (PSU).
Ab 1962 lehrte und forschte sie als maître-assistante am Institut von Ernest Labrousse an der Sorbonne. Sie wurde durch die 1968er Studentenbewegung und den Marxismus geprägt und erwarb sich in den 1970er Jahren den Ruf einer militanten Feministin. Nach 15-jähriger Arbeit an ihrer Thèse d’État über die Arbeiterbewegung (erschienen als Les ouvriers en grève, 2 Bde., Paris, Mouton, 1974, übersetzt: „Arbeiter im Streik“), betreut von Ernest Labrousse, habilitierte sie sich 1971 an der aus der Aufteilung der Pariser Universität hervorgegangenen Université Paris 1 Panthéon-Sorbonne. Von 1969 bis 1993 lehrte sie als Professorin an der Universität Paris VII (Université Paris-Diderot).
Sie forschte ab den 1970er-Jahren über die Geschichte des Strafvollzugs im 19. Jahrhundert. 1986 bis 1991 hielt sie gemeinsam mit dem Anwalt Robert Badinter ein Seminar über Gefängnisse in der Dritten Republik an der École des Hautes Études en Sciences Sociales ab; damals arbeitete sie auch mit Michel Foucault zusammen. Mit Georges Duby gab sie 1991/92 eine fünfbändige Geschichte der Frauen im Abendland heraus. Mit einer Reihe von Essays und Büchern profilierte sie sich ab den 1980er Jahren als führende Historikerin für Frauengeschichte in Frankreich.
Sie ist Ritter der Ehrenlegion und des Ordre national du Mérite. 2014 erhielt sie den Prix Simone de Beauvoir pour la liberté des femmes.
Sie schreibt für Libération und nahm regelmäßig an Geschichtssendungen von France-Culture teil.
2021 erhielt sie die Ehrendoktorwürde der Universität Basel.

## Schriften

### Als Autorin
- mit Annie Kriegel: Le Socialisme Français et le Pouvoir, Paris, Etudes Et Documentation Internationale, 1966
- Les ouvriers en grève, 2 Bde., Mouton, Paris 1974.
- Délinquance et système pénitentiaire en France au XIX siècle., Annales Économies, Sociétés, Civilisations, 1975.
- Herausgeberin und Mitautorin mit Philippe Aries und Georges Duby des Bandes zum 19. Jahrhundert in der Reihe Histoire de la vie privée., 1988.
  - deutsche Ausgabe Geschichte des privaten Lebens., Band 4, S. Fischer, Frankfurt 1994.
- mit Alain Corbin u. a. Geschlecht und Geschichte – Ist eine weibliche Geschichtsschreibung möglich ? S. Fischer, Frankfurt 1989
- mit Georges Duby (Herausgeber): Histoire des femmes en Occident., Paris: Plon, 5 Bände, 1991–1992
  - deutsche Ausgabe: Geschichte der Frauen, Campus Verlag, Frankfurt 1993.
- mit Georges Duby: Images de femmes., Plon, Paris 1992.
  - deutsche Übersetzung: Geschichte der Frauen im Bild., Campus Verlag, Frankfurt 1995.
- Les femmes ou les silences de l’histoire., Flammarion, Paris 1998.
- Hombres de l’histoire. Crime et châtiment au XIXe siècle., Flammarion, Paris 2001. (Aufsätze zur Rechtsgeschichte)
- Histoire de chambres., Le Seuil, Paris 2009 (erhielt den Prix Femina 2009, eine Themen-Geschichte von Kammern, zum Beispiel zum Wohnen, im Gefängnis, Studium).
- Mon histoire des femmes, Éditions du Seuil, Paris, 2006.
- Mélancolie ouvrière, Grasset, Paris 2012.
- George Sand à Nohant : Une maison d'artiste Seuil., Reihe La Librairie du XXIe siècle, Paris 2018.
- mit Eduardo Castillo: Le Temps des féminismes., Michelle Perrot, Grasset, Paris 2023.

### In Herausgeberschaft
- L’impossible prison: recherches sur le système pénitaire au XIXe siècle., Seuil, Paris 1980.

Sie gab auch Briefe der Töchter von Karl Marx heraus.

## Dokumentation
- Im Gespräch mit Michelle Perrot. Regie: Adèle Flaux, Produktion UPIAN, Frankreich, 85 Minuten, 2023